# Nepiesta
Nepiesta is een geslacht van insecten uit de orde vliesvleugeligen (Hymenoptera) en de familie Ichneumonidae.

## Soorten
- N. atrator (Aubert, 1977)
- N. hungarica Szepligeti, 1916
- N. jugicola Strobl, 1904
- N. mandibularis (Holmgren, 1860)
- N. rasnitsyni Kasparyan, 2011
- N. robusta Schmiedeknecht, 1909
- N. rufocincta Strobl, 1904
- N. subclavata Thomson, 1887
- N. tarsalis (Szepligeti, 1911)
- N. tibialis Horstmann, 1977
- N. tricingulata Horstmann, 1973